# Magyar–horvát határzár
A magyar–horvát határzár egy gyors telepítésű drótakadályból és egy 4 méter magas drótkerítésből álló akadály a magyar–horvát zöldhatár megközelítőleg 120 km-es szakaszán. Ahol nem épül kerítés, ott természetes akadály (pl. folyó) zárja el az átkelési lehetőséget. Célja meggátolni az illegális határátlépők schengeni övezetbe való belépését, valamint arra sarkallni a bevándorlók tömegeit, hogy legálisan lépjenek az Európai Unió területére. Magyarország Kormánya 2015. október 16-án éjfélkor léptette életbe hivatalosan a határzárat. Ezzel egyidőben a horvát szakaszon is bevetésre került a Magyar Honvédség, hogy határőrizeti feladatokat lásson el. 
A határzár életbe léptetése óta eltelt idő alatt szinte nullára redukálódott a magyar–horvát határszakaszon belépő illegális bevándorlók száma. A határzár élesítésére azért volt szükség, mert a horvát kormány a Horvátországba belépő összes bevándorlót a horvát–magyar zöldhatárra szállította.
Horvátország schengeni csatlakozását követően a magyar–horvát határon a kerítés lebontásra kerül.

## Politikai reakciók
A baloldali ellenzék egyértelműen a határzár telepítése ellen foglalt állást. A Magyar Szocialista Párt szerint a nemzetbiztonsági kabinetnek nincs hatásköre a határzár életbe léptetésére, és hangsúlyozták, hogy a határzár felállítása különben is jogsértő. Ezzel némileg szembemegy a schengeni egyezmény, mely kimondja az Unió külső határainak védelmét, és a tagországokra bízza, hogy ahhoz milyen eszközt választanak. Az MSZP mellett a Demokratikus Koalíció, az Együtt, valamint az LMP is tiltakozik a határzár ellen, szintén arra hivatkozva, hogy ez sérti a bevándorlók jogait, bár láthatóan a határzár nem akadályozza a legális határátlépést.
Európában egyre kevésbé jellemzőek a magyar baloldali ellenzékkel egyetértő álláspontok, amit bizonyít a  Visegrádi Együttműködés is, melynek keretében lengyel, cseh és szlovák rendőrök és katonák is segítik a magyar–horvát és a magyar–szerb határszakaszok őrizetét.
A Jobbik a baloldallal szemben támogatja a kormány intézkedéseit, ugyanakkor megjegyezték, hogy az intézkedést szerintük korábban kellett volna bevezetni.
A FIDESZ szerint a baloldal továbbra is a bevándorlók pártján áll. A magyar ellenzék szerint a FIDESZ súlyosan megsérti az ENSZ által deklarált emberi jogokat, ami a menekülteket is, mint embereket megillet.https://www.europarl.europa.eu/doceo/document/A-8-2016-0245_HU.html